# PWA Moderne
PWA Moderne (também conhecido como P.W.A. Moderne, PWA/WPA Moderne, Depression Moderne, Classical Moderne, Federal Moderne, Classicismo Despojado) é um estilo arquitetônico de muitos edifícios nos Estados Unidos construídos entre 1933 e 1944, durante e logo após a Grande Depressão, como parte de projetos de assistência patrocinados pela Public Works Administration (PWA) e pela Works Progress Administration (WPA).
O estilo é inspirado em motivos tradicionais, como o classicismo Beaux-Arts e Art Déco, e é semelhante ao Streamline Moderne, geralmente com a ornamentação em zigue-zague. As estruturas refletem um maior uso de elementos conservadores e clássicos e têm uma sensação monumental. Elas incluem correios, estações de trem, escolas públicas, bibliotecas, centros cívicos, tribunais, museus, pontes e barragens em todo o país. Os bancos também foram construídos no estilo, porque esses edifícios irradiavam autoridade.

## Elementos do estilo
Elementos típicos de edifícios PWA Moderne incluem:
- Forma clássica equilibrada e simétrica
- Janelas colocadas como painéis verticais
- Superfícies revestidas com pedra lisa e plana ou estuque

## Exemplos de edifícios PWA

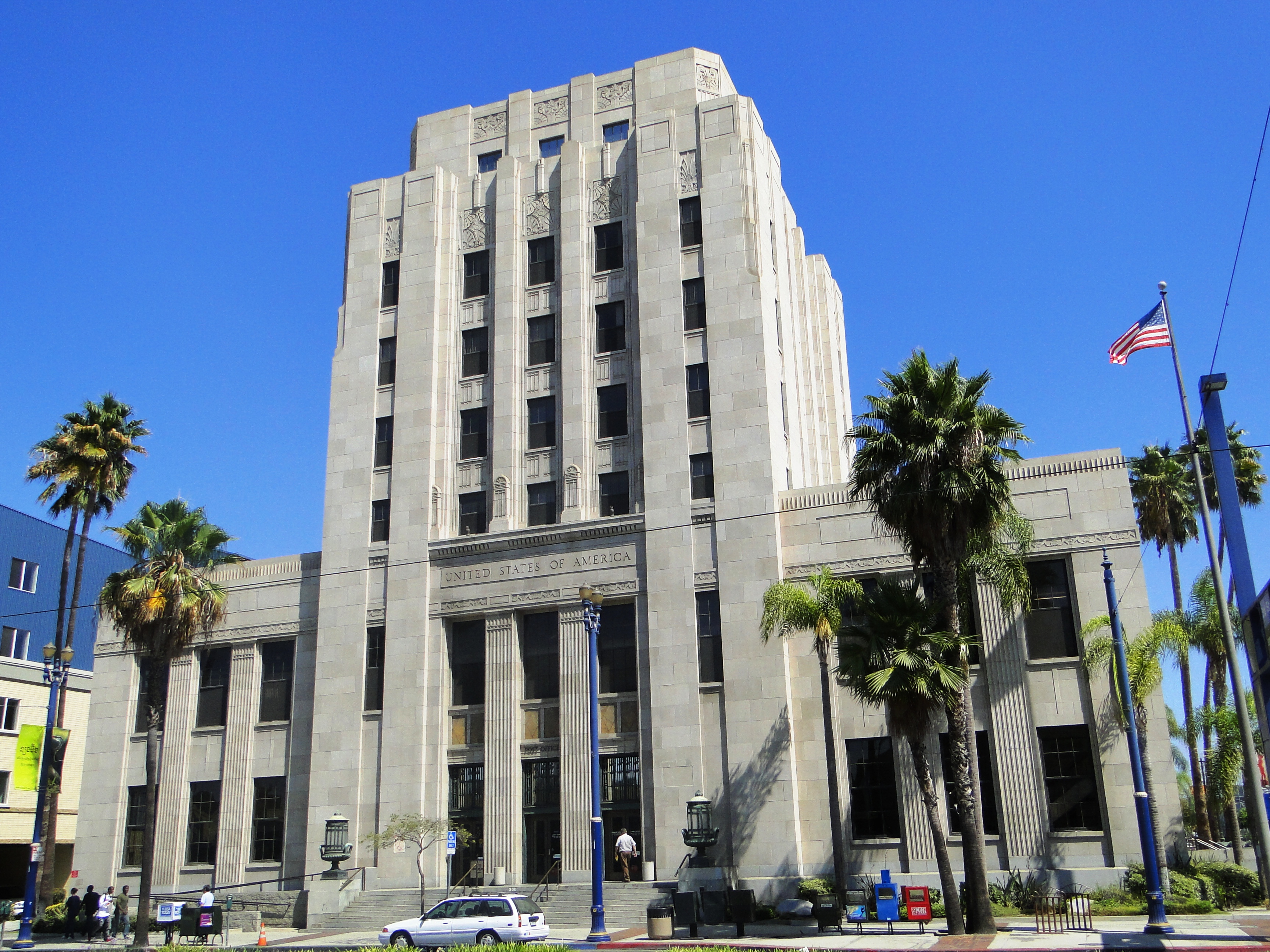
Estação de Correios de Long Beach
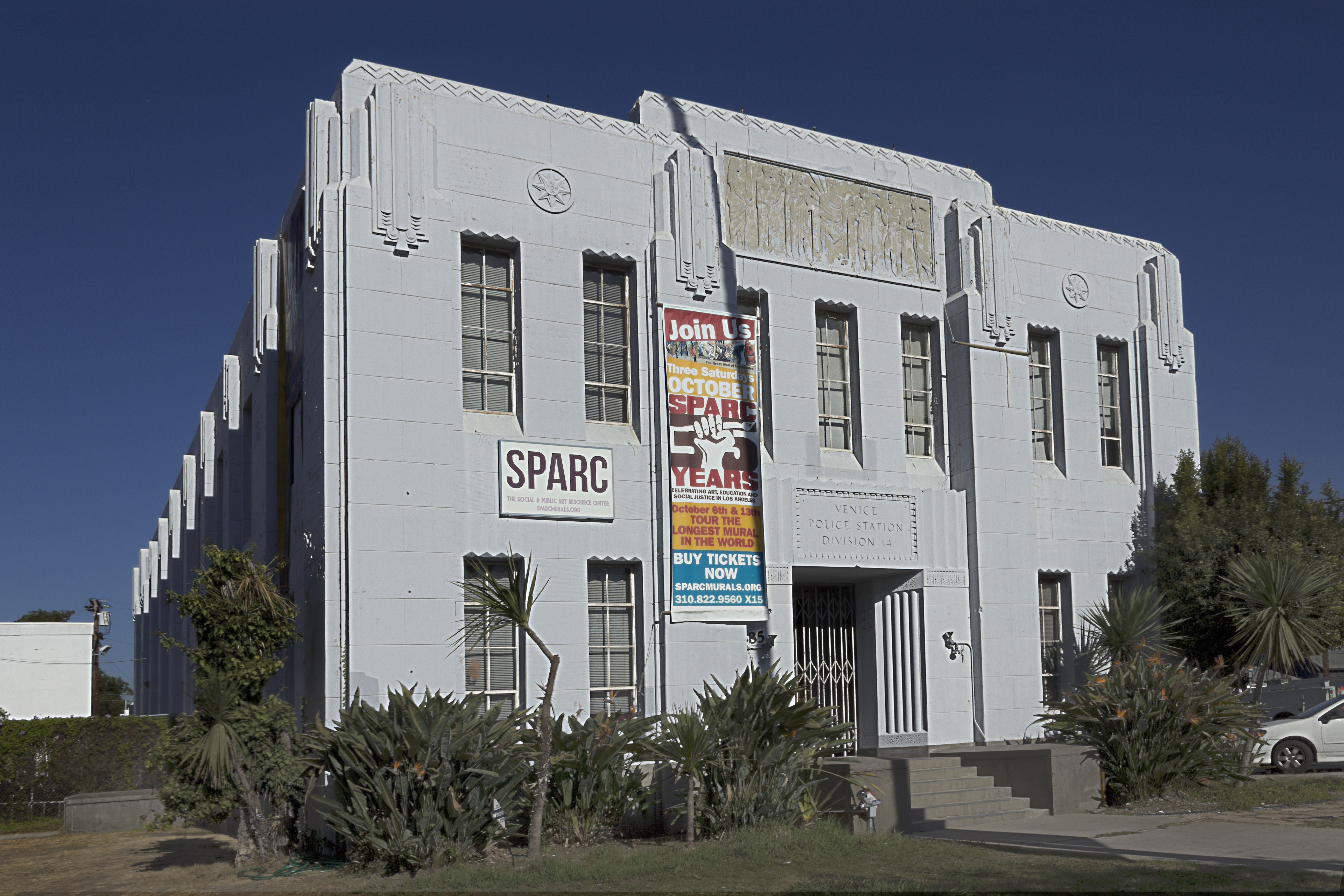
Delegacia de Veneza, Los Angeles
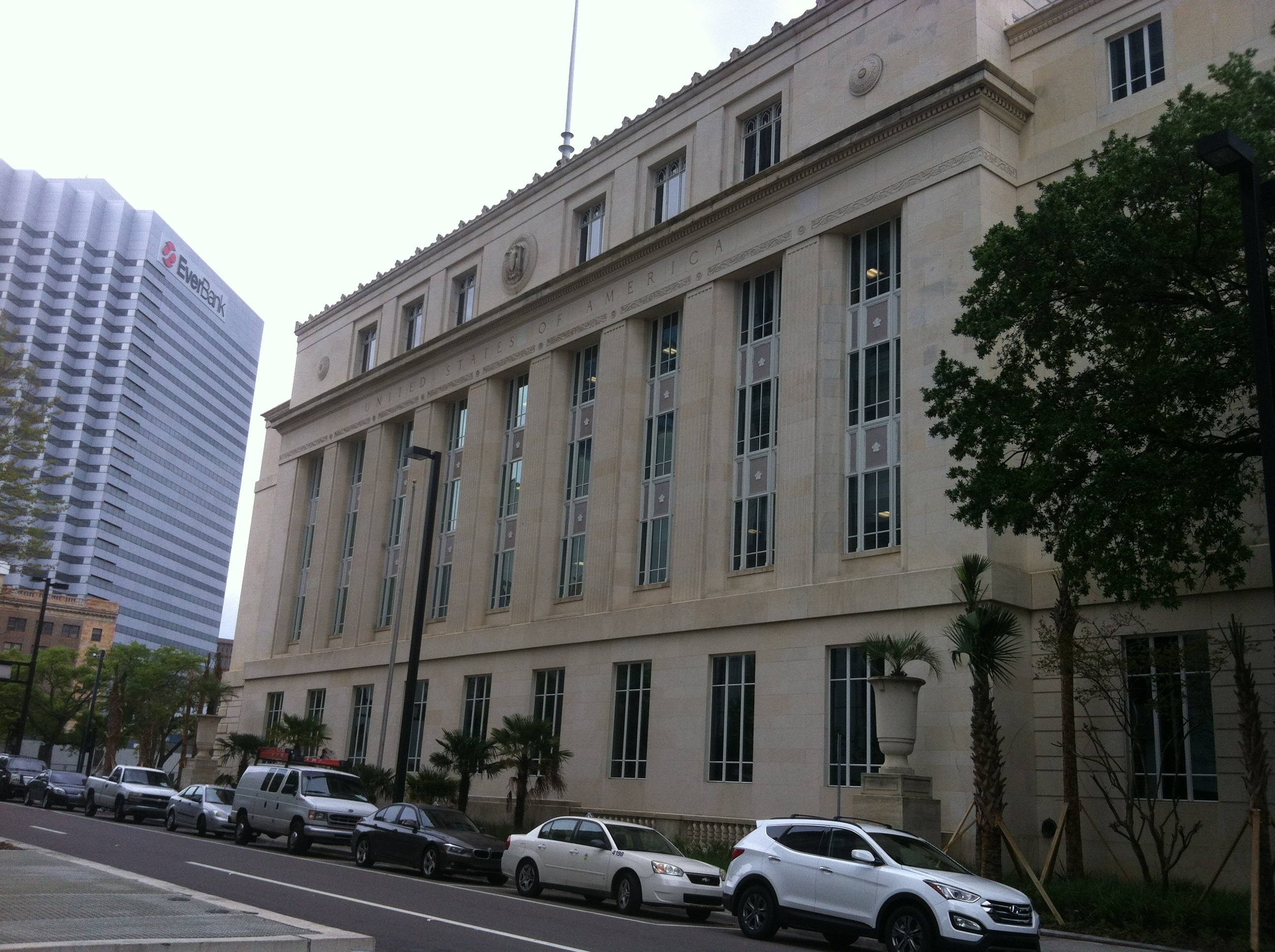
Ed Austin Building (antigo tribunal federal, atual procuradoria do estado da Flórida), Jacksonville, Flórida
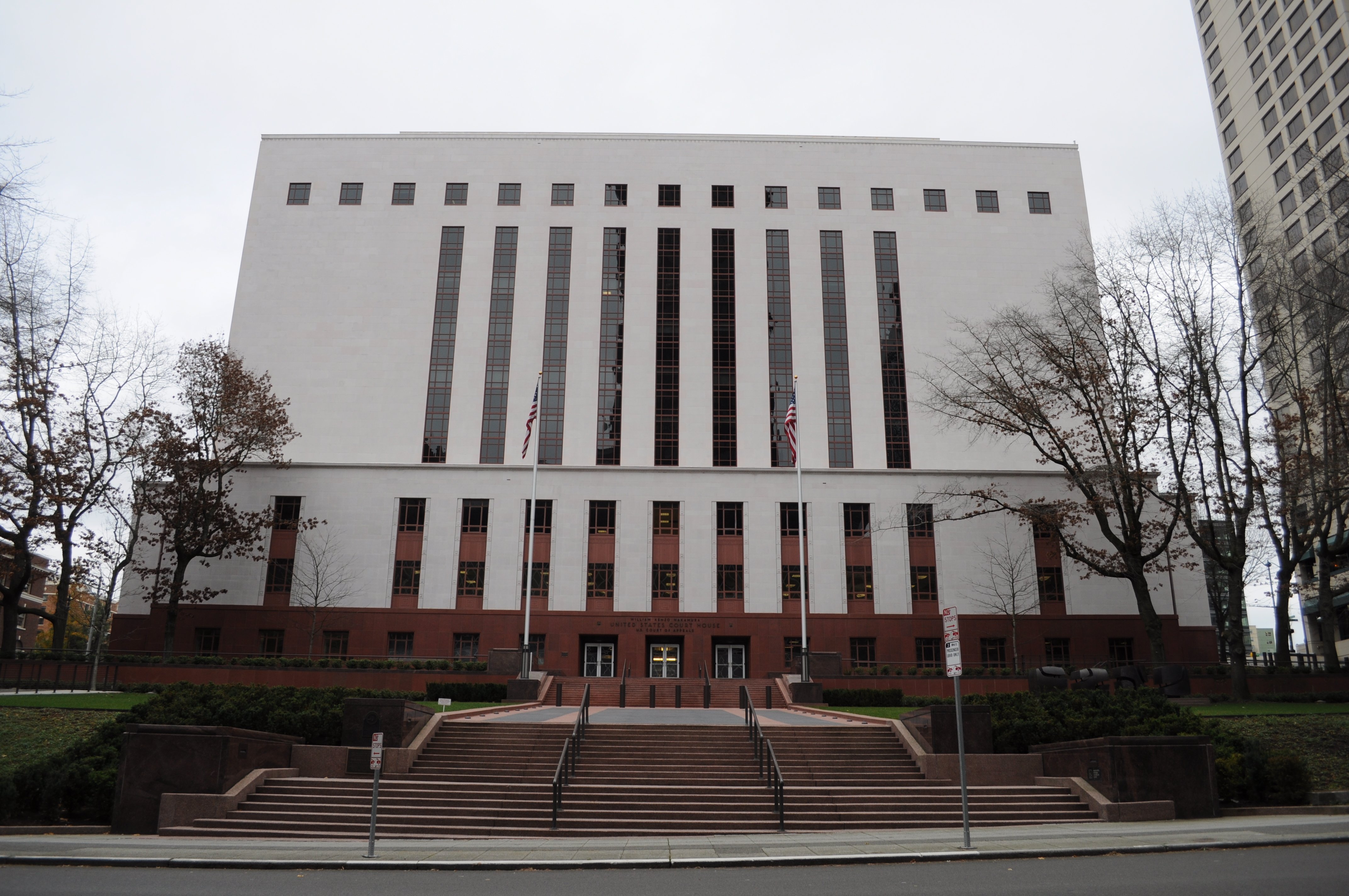
Tribunal Federal William K. Nakamura, Seattle, Washington
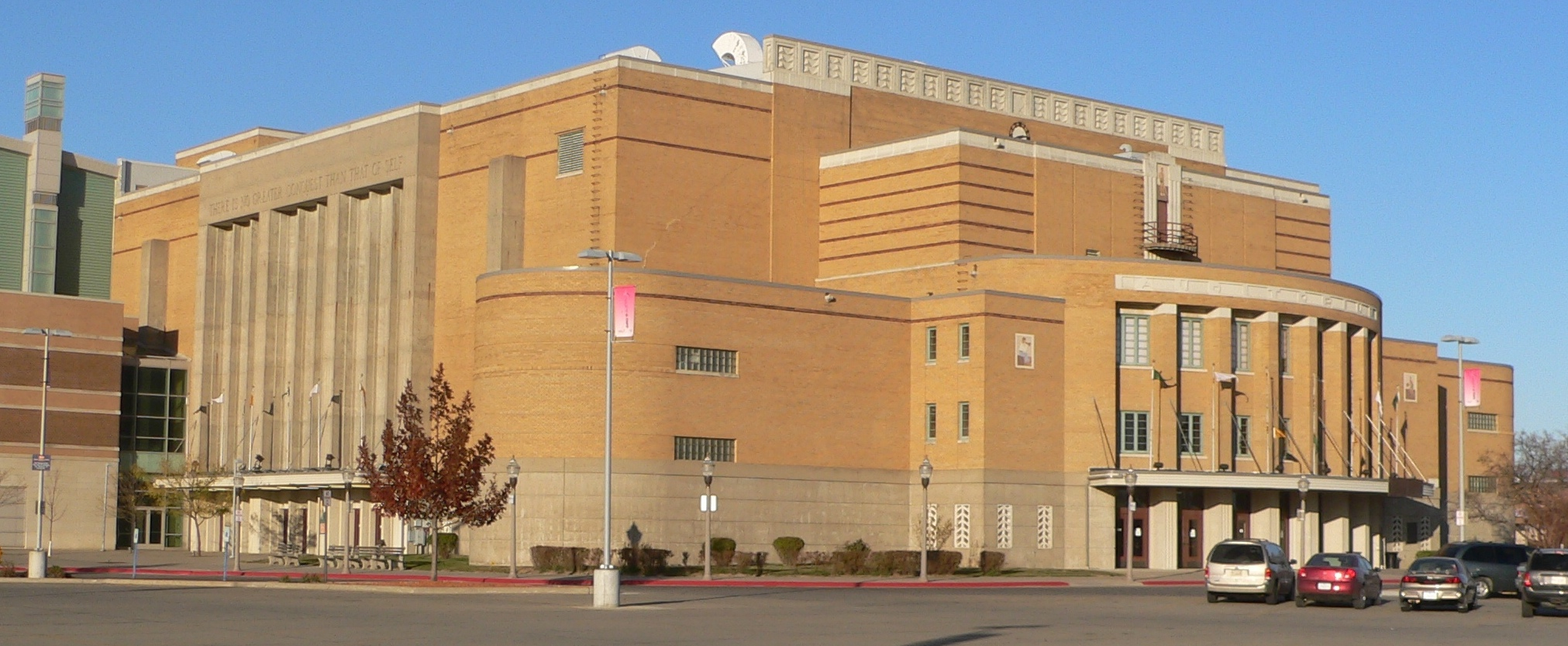
Auditório Municipal da Sioux City. As paredes lisas de tijolo, os cantos arredondados e as aberturas profundamente entalhadas caracterizam o estilo Moderne.